# Metallitotuus
A Metallitotuus a Teräsbetoni első nagylemeze. Minden lemezfelvétellel kapcsolatos munkálatot az Astia Stúdióban végeztek, kivéve a keverést, melyet Mika Jussila végzett a Finnvox-ban.

## Dalok
1. Teräsbetoni (Vasbeton) 5:56
2. Älä Kerro Meille (Ne Mondd Nekünk) 3:30
3. Taivas Lyö Tulta (Az Ég Tűzzel Bombáz) 3:22
4. Vahva Kuin Metalli (Erős, Akár A Fém) 3:03
5. Silmä Silmästä (Szemet Szemért) 3:42
6. Metallisydän (Fémszív) 5:28
7. Orjatar (Rabszolganő) 3:12
8. Tuonelaan (Tuonela-hoz) 3:35
9. Metallitotuus (Metáligazság) 4:31
10. Voittamaton (Legyőzhetetlen) 3:51
11. Teräksen Varjo (Az Acél Árnyéka) 4:34
12. Maljanne Nostakaa (Emeld Fel A Poharad) 6:07

## Az együttes tagjai
- Jarkko Ahola – ének, basszusgitár
- Arto Järvinen – gitár, ének
- Viljo Rantanen – gitár
- Jari Kuokkanen – dob